# Internationella sanktioner
Internationella sanktioner avser politiska och ekonomiska beslut som ingår i diplomatiska ansträngningar från länder, multilaterala eller regionala organisationer mot stater eller organisationer antingen för att skydda nationella säkerhetsintressen eller för att värna internationell rätt eller som försvar mot hot av internationell fred och säkerhet.